# Lista de municípios de Cuazulo-Natal
A província do Cuazulo-Natal, (KwaZulu-Natal) na África do Sul está dividida em um município metropolitano e 10 municípios distritais, que estão por sua vez divididos em 50 municípios locais e quatro zonas de gestão distrital.
| Localização do Município metropolitano de eThekwini | Município metropolitano de eThekwini: - engloba a cidade de Durban |
| Localização do Município distrital de Ugu           | Distrito de Ugu. Subdividido em: - Vulamehlo - Umdoni - Umzumbe - UMuziwabantu - Ezingoleni - Hibiscus Coast                                                                            |
| Localização do Município distrital de Umgungundlovu | Distrito de Umgungundlovu. Subdividido em: - uMshwathi - uMngeni - Mooi Mpofana - Impendle - The Msunduzi - Mkhambathini - Richmond - Zona de gestão distrital de Highmoor/Kamberg Park |
| Localização do Município distrital de Uthukela      | Distrito de Uthukela. Subdividido em: - Emnambithi-Ladysmith - Indaka - Umtshezi - Okhahlamba - Imbabazane - Zona de gestão distrital da Reserva de Caça de Giants Castle               |
| Localização do Município distrital de Umzinyathi    | Distrito de Umzinyathi. Subdividido em: - Endumeni - Nquthu - Msinga - Umvoti |
| Localização do Município distrital de Amajuba       | Distrito de Amajuba. Subdividido em: - Newcastle - Utrecht - Dannhauser |
| Localização do Município distrital de Zululand      | Distrito de Zululand. Subdividido em: - eDumbe - UPhongolo - Abaqulusi - Nongoma - Ulundi                                                                                               |
| Localização do Município distrital de Umkhanyakude  | Distrito de Umkhanyakude. Subdividido em: - Umhlabuyalingana - Jozini - The Big Five False Bay - Hlabisa - Mtubatuba - Zona de gestão distrital do Parque de St Lucia                   |
| Localização do Município distrital de uThungulu     | Distrito de uThungulu. Subdividido em: - Mbonambi - uMhlathuze - Ntambanana - uMlalazi - Mthonjaneni - Nkandla                                                                          |
| Localização do Município distrital de iLembe        | Distrito de iLembe. Subdividido em: - eNdondakusuka - KwaDukuza - Ndwedwe - Maphumulo                                                                                                   |
| Localização do Município distrital de Sisonke       | Distrito de Sisonke. Subdividido em: - Ingwe - Kwa Sani - Greater Kokstad - Ubuhlebezwe - Umzimkhulu - Zona de gestão distrital da Zona de Vida Selvagem de Mkhomazi                    |

1. ↑  Paixão, Paulo (Verão de 2021). «Os Nomes Portugueses das Aves de Todo o Mundo» (PDF) 2.ª ed. A Folha — Boletim da língua portuguesa nas instituições europeias. ISSN 1830-7809. Consultado em 13 de janeiro de 2022